# Проспект-Парк (Пенсільванія)
Проспект-Парк (англ. Prospect Park) — місто (англ. borough) в США, в окрузі Делавер штату Пенсільванія. Населення — 6427 осіб (2020).

## Географія
Проспект-Парк розташований за координатами 39°53′10″ пн. ш. 75°18′27″ зх. д. / 39.88611° пн. ш. 75.30750° зх. д. (39.886097, -75.307370).  За даними Бюро перепису населення США в 2010 році місто мало площу 1,92 км², з яких 1,89 км² — суходіл та 0,03 км² — водойми.

## Демографія
Згідно з переписом 2010 року, у селищі мешкали 6454 особи в 2519 домогосподарствах у складі 1577 родин. Густота населення становила 3364 особи/км².  Було 2703 помешкання (1409/км²).
Расовий склад населення:
| - 92,6 % — білих - 3,0 % — чорних або афроамериканців - 1,8 % — азіатів - 0,2 % — корінних американців |

До двох чи більше рас належало 1,8 %. Частка іспаномовних становила 1,9 % від усіх жителів.
За віковим діапазоном населення розподілялося таким чином: 21,9 % — особи молодші 18 років, 64,9 % — особи у віці 18—64 років, 13,2 % — особи у віці 65 років та старші. Медіана віку мешканця становила 38,5 року. На 100 осіб жіночої статі у селищі припадало 99,6 чоловіків;  на 100 жінок у віці від 18 років та старших — 96,7 чоловіків також старших 18 років.
Середній дохід на одне домашнє господарство  становив 70 390 доларів США (медіана — 59 977), а середній дохід на одну сім'ю — 81 491 долар (медіана — 81 056). Медіана доходів становила 54 084 долари для чоловіків та 42 766 доларів для жінок. За межею бідності перебувало 9,7 % осіб, у тому числі 12,5 % дітей у віці до 18 років та 12,9 % осіб у віці 65 років та старших.
Цивільне працевлаштоване населення становило 3538 осіб. Основні галузі зайнятості: освіта, охорона здоров'я та соціальна допомога — 28,0 %, науковці, спеціалісти, менеджери — 15,0 %, роздрібна торгівля — 12,0 %, транспорт — 10,5 %.